# La terza estate dell'amore
La terza estate dell'amore è il quarto album in studio del cantante italiano Cosmo, pubblicato il 21 maggio 2021.
L'album è stato posizionato all'ottavo posto della classifica dei 20 migliori dischi italiani dell'anno stilata dalla rivista Rolling Stone Italia.

## Tracce
Testi e musiche di Marco Jacopo Bianchi.
1. Dum Dum – 3:43
2. Antipop – 4:22
3. La musica illegale – 3:44
4. Fresca – 4:55
5. Mango – 5:13
6. La cattedrale – 4:38
7. Puccy Bom – 4:37
8. Fuori (feat. Silvia Konstance) – 5:30
9. Gundala – 5:01
10. Io ballo – 6:12
11. Vele al vento – 8:06
12. Noi – 4:31